# Shemaine Campbelle
Shemaine Altia Campbelle (* 14. Oktober 1992 in Berbice, Guyana) ist eine barbadische Cricketspielerin, die seit 2009 für das West Indies Women’s Cricket Team spielt.

## Aktive Karriere
Campbelle gab ihr Debüt in der Nationalmannschaft im Oktober 2009 in Südafrika. Neben ihrem ersten WODI bestritt sie auch ihr erstes WTwenty20, bei dem sie 3 Wickets für 7 Runs erzielte und als Spielerin des Spiels ausgezeichnet wurde. Daraufhin etablierte sie sich im Team und spielte ihre erste Weltmeisterschaft beim ICC Women’s World Twenty20 2010, wobei sie gegen England 2 Wickets für 15 Runs erzielte. Im Januar 2011 erreichte sie in der WTwenty20-Serie in Indien 3 Wickets für 20 Runs. In der WODI-Serie gegen Sri Lanka im April 2012 erreichte sie ihr erstes internationales Fifty über 56 Runs. Im September 2012 gelangen ihr gegen Pakistan 3 Wickets für 20 Runs. Daraufhin folgte der ICC Women’s World Twenty20 2012 und ihre beste Leistung dabei waren 2 Wickets für 22 Runs gegen Neuseeland. Im Februar 2013 folgte der Women’s Cricket World Cup 2013, bei dem sie unter anderem gegen Südafrika 33 Runs erreichte. Nach der Weltmeisterschaft folgte eine Tour in Sri Lanka, bei der ihr ein Century über 105 Runs aus 138 Bällen gelang.
Zu dieser Zeit wechselte sie von einer vorwiegenden Bowlerin zu einer vorwiegenden Batterin. Beim ICC Women’s World Twenty20 2014 konnte sie dann jedoch nicht überzeugen, ebenso wie zwei Jahre später beim ICC Women’s World Twenty20 2016. So fiel sie zunächst aus dem Kader und kam im Jahr 2017 nicht zum Einsatz. Nach starken Leistungen im heimischen Cricket kämpfte sie sich im September 2018 wieder zurück auf die internationale Ebene. Sie wurde für den in den West Indies ausgetragenen ICC Women’s World Twenty20 2018 nominiert und konnte dabei gegen England 45 Runs erzielen. Im August 2019 musste sie auf Grund einer Verletzung einige Zeit aussetzen. Sie war auch Teil des Teams beim ICC Women’s T20 World Cup 2020 und konnte dort unter anderem gegen Pakistan 43 Runs erreichen. Jedoch wurde sie nach der Tour in England im September 2020 nicht mehr in den WTwenty20s eingesetzt. 
Verletzungen begleiteten sie auch im weiteren Verlauf, kam jedoch ab November 2021 wieder zurück ins Team. Beim Women’s Cricket World Cup 2022 erzielte sie dann jeweils gegen England (66 Runs) und Bangladesch (53* Runs) jeweils ein Fifty. Mit dem Team erreichte sie damit das Halbfinale, schied dort jedoch gegen Australien aus. Sie war auch Teil des Teams beim ICC Women’s T20 World Cup 2023 und konnte dort als beste Leistung 34 Runs gegen England erzielen.